# 別人説
別人説（べつじんせつ）とは、通説では1人の人物の事績とされているものが、他の人物も含めた複数の人物の事績なのではないか、あるいはその人格自体が複数の人物の事績を統合するために便宜的に作られた架空の人格なのではないかと推測する仮説のこと。
別人説の中には、最終的には広く受容されるにいたったものから、一部のアマチュア歴史学者が唱えるにとどまり学術的には論破ないし無視されているものまでさまざまなものがある。以下の例では後者のものが多いが、この記事は、このような仮説が提示されるという事象そのものに対する解説をするものである。なお、あまりに広く受容されるとかえって別人説の題材にならないこともあり、たとえば「ロシア皇帝ピョートル3世」と「ピョートル3世を名乗って蜂起した人物」については「後者はピョートル3世本人ではなくエメリヤン・プガチョフという全くの別人」という事実が広く定着したため、かえって別人説とはいわれなくなった。

## 別人説とその背景
別人説が語られることが多いのは、膨大な事績を持ち、世界の（あるいは国内の）誰もが知るほどの「偉人」とされる人物である。このような人物に対しては、「そのようなたくさんの事績を一人でなすことができるはずがない」「活躍時期が長すぎる」「方向性が違いすぎる」といった推測によって、このような仮説が立てられる。また、血統が重要となる皇室などの王家において、途中で他人にすり替わったのではないか（すなわち、その王統は正当性を失ったのではないか）という推測や、伝説の英雄とされるような人物がその後政治的権力を握った際、その英雄とは別の人物が人格を乗っ取って権力の座に就いたのではないかという推測などによるものもある。
また、偶然同じ名前だった人物が後に混同されたと主張する説もある。

## 例
新約聖書のヨハネ
使徒ヨハネと福音記者ヨハネなどが別人であるとする説。聖書学的には広く認められるにいたった。ヨハネ文書を参照。
アレクサンドリアのヘロン
世界初の自動販売機の発明者でもあるとされるが、別人説がある。
アテネのアポロドロス
『ビブリオテーケー』が別人の著作であることが明らかとなった。
ヤマトタケル
複数人物の業績がまとめられているという説が有力である。
仁徳天皇
大雀天皇と難波高津宮天皇という2人の天皇だったという説がある。
聖徳太子
聖徳太子(厩戸皇子)の事績とされるものの多くは虚構で、厩戸皇子は凡百の皇族の一人に過ぎないという説がある。聖徳太子虚構説を参照。
紫式部
源氏物語の一部が別人の著作だとの説がある。光源氏死後の第3部（宇治十帖）の作者が異なる（例えば紫式部の娘である大弐三位）という説が代表的。源氏物語#成立・生成・作者に関する諸説を参照。
宋江
北宋の盗賊でのちに官軍に帰順して将軍となり、後世「水滸伝」の原型となったとされるが、「盗賊宋江と将軍宋江は同名異人」という説がある（宮崎市定「水滸伝　虚構の中の史実」中公新書）。
クリストファー・コロンブス
スペイン王国の援助で大航海に出発しているが若い頃の遍歴に謎が多く、出身地が不明。
雑賀孫一
雑賀衆を率いて数々の軍功を挙げたとされるが、一人の人間としては活躍した年代が広すぎるため、雑賀衆の複数の頭領の事績が混ざり合っているとされる。
徳川家康
今川義元に隷属していた三河の土豪松平元康と、戦国大名として台頭し江戸幕府を開いた徳川家康は別人であるという説。徳川家康の影武者説を参照。
ウィリアム・シェイクスピア
シェイクスピアとして知られた人物と、シェイクスピア作品の作者は別人だとする説。シェイクスピア別人説を参照。
ナポレオン・ボナパルト
セントヘレナ島で死んだのは影武者であり、本人は脱出したとする説。ナポレオン・ボナパルト#逸話を参照。
斎藤一
明治になってから藤田五郎と改名したが、別人説がある。斎藤一#別人説を参照。
明治天皇
討幕派の長州の志士が佐幕派の孝明天皇を暗殺し、孝明天皇の皇子に代えて、天皇家の血を引く長州の農民を担ぎだしたという説がある。確たる証拠は無く、俗説の域を出ない。
泉重千代
かつての長寿ギネス記録保持者だが、出生記録が別人のものだという説がある。泉重千代#生年に関する異論を参照。
ジャンヌ・カルマン
人類史上最も長生きした人物とされるが、本物のジャンヌ・カルマンは1934年に死亡しており、それ以降は娘のイヴォンヌ・カルマンがジャンヌに成り代わったのではないかとする説がある。ジャンヌ・カルマン#世界最高記録への疑義を参照。
金日成
抗日パルチザンの英雄金日成と、朝鮮民主主義人民共和国国家主席の金日成は別人であるという説がある。金日成#別人説を参照。
アヴリル・ラヴィーン
アブリルはデビューアルバムである「レット・ゴー」の発売直後に死亡して、それ以降はボディダブルに入れ替わったとする都市伝説。アヴリル・ラヴィーン入れ替わり説を参照。